# Хијероним од Сиракузе
Хијероним од Сиракузе (грч. Ιερώνυμος, 231—214. п. н. е.) је био краљ Сиракузе од 215. п. н. е. до 214. п. н. е. Наследио је престо од деде Хијерона II од Сиракузе. Као дечак са 15 година постао је марионета у рукама својих ујака, који су раскинули са Хијероновом полувековном проримском политиком. Под утицајем ујака прешао је на страну Картагињана. Убила га је група завереника у Леонтинију, док је предводио 15.000 својих војника у рат против Римљана.

## Као малолетан наслеђује трон
Наследио је око 215. п. н. е. свога деду Хијерона II од Сиракузе. У време када је наследио престо имао је само 15 година. Било је то након катастрофалнога римскога пораза у бици код Кане. Пад римскога утицаја се тада осећао и на Сицилији. Иако тај пораз није уздрмао верност остарелога Хијерона II од Сиракузе ипак је имао велики утицај на Сиракужане. Много Сиракужана било је наклоњено напуштању савеза са Римом и преласка на страну Картагињана. У то турбулентно време Хијерона је наследио малолетни Хијероним, који је показивао знакове слабости. Хијерон је пре смрти био свестан да је његов унук слабе нарави да би сам владао, па је зато одредио старатељско веће од 15 чланова да воде државну управу.

## Оставка старатељскога већа
Двојица чланова старатељскога већа били су Хијеронови зетови Андранодор и Зоип. Кратко након Хијеронове смрти његов зет Андранодор успео је да се на лукав начин реши осталих старатеља. Андронодор је убедио остале старатеље да је Хијероним довољно способан да сам држи власт и онда је дао оставку у старатељском већу као пример за остале. Након оставке старатељскога већа Хијероним је формално владао, а заправо је био само лутка, коју су контролисали ујаци Андранодор и Зоип. Поред њих двојице једино је још Трасон имао утицаја на младога краља Хијеронима. За разлику од свога деде Хијерона II од Сиракузе млади Хијероним је почео да носи круну, да се облачи у пурпур и да шета окружен наоружаном пратњом, све у стилу старијих тирана, попут Дионизија Млађега.

## Прелазак на страну Картагињана
На Хијеронима су утицај имала само два његова ујака Андранодор и Зоип и поред њих Трасон. Док су два његова ујака сматрали да Сиракуза треба да пређе на страну Картагине, дотле је Трасон сматрао да треба да остану римски савезник. Две стране су се доста свађале око главнога спољнополитичкога и војнога питања, на чију страну да стану. Хијеронимови ујаци су успели да се реше Трасона, оптуживши га за заверу. Трасоновим погубљењем одређен је курс спољне политике Сиракузе. Ујаци су онда наговорили Хијеронима да пошаље изасланике Ханибалу да се планира са њим заједничка акција. Ханибал је онда у Сиракузу послао своје изасланике Хипократа и Епикида Картагињане пореклом из Сиракузе. Римљани су сазнали за та збивања, па је римски претор Апије Клаудије Пулхер послао изасланике код Хијеронима, са циљем да се обнови уговор, али сазнали су да је Хијероним прешао на страну Картагињана.

## Споразум са Картагињанима
Хијероним је послао изасланике у Картагину и наредио им је да се склопи са Картагином споразум, по коме би картагињанска војска помагала Сиракузу, а након протеривања Римљана Сицилију би поделили тако да је река Химера граница између сиракушкога и картагињанскога дела Сицилије. Док су у Картагини трајали преговори двојица браће Епикид и Хипократ успели су да задобију Хијеронимово поверење и да стекне на њега велики утицај, па су га наговорили да од Картагињана тражи целу Сицилију. Хијероним је онда послао друго изасланство и тражио је целу Сицилију, а Картагињани су му спремно обећали Сицилију, не желећи да изгубе савезника. Картагињани су спремили бродове и војску за Сицилију. Када су се римски изасланици поново појавили код Хијеронима питајући га да ли ће се држати уговора са Римом, он им је дрско одговорио да ће се држати споразума тек када врате све злато и жито, које им је Хијерон II од Сиракузе дао током своје дуге владавине.

## Атентат у Леонтинију
Хијероним је послао Хипократа и Епикиду свакога са по 2.000 војника са наређењем да покушају да заузму градове, у којима су се налазили римски гарнизони. За то време Хијероним је кренуо у Леонтини са 15.000 војника. Са том војском намеравао је да ратује против Римљана на Сицилији. Завереници у сиракушкој војсци припремили су атентата на њега на улицама Леонтинија. Један од главних завереника био је Диномен, члан Хијеронимове гарде. Хијеронима су напали и изболи завереници, пре него што су његови телохранитељи стигли да реагују. Хијеронима је накратко наследио његов ујак Андранодор, који је брзо након тога власт морао да преда завереничкој већини.